# Ngamilandia
Ngamilandia (en inglés Ngamiland o N'Gamiland) es una región histórica del sur de África, ubicada en el delta del Okavango en el noroeste de la actual Botsuana. A pesar de la reforma territorial de 2001 que ahora nombra a Ngamilandia como Distrito Noroeste, el término todavía se usa comúnmente para designar este territorio.

## Historia
Descrita por los primeros exploradores europeos como una zona pantanosa de poco interés, la región fue creada como distrito por primera vez por los británicos cuando se estableció el protectorado de Bechuanalandia en 1885. Sin embargo, se le adjuntó en 1890 para evitar su anexióm de los alemanes del África Oriental Alemana, hoy Namibia.
En 2001, una nueva división territorial unió el distrito de Ngamilandia y el de Chobe para formar el Distrito Noroeste.

## Población
Según el censo de 1991, Ngamilandia albergaba a 94 194 personas, con un crecimiento demográfico de 3,3 % anual entre 1981 y 1991.